# Platydema santubongicum
Platydema santubongicum – gatunek chrząszcza z rodziny czarnuchowatych i podrodziny Diaperinae.

## Taksonomia
Gatunek ten opisany został po raz pierwszy w 2010 roku przez Rolanda Grimma na łamach „Stuttgarter Beiträge zur Naturkunde”. Jako lokalizację typową wskazano Permai Rainforest Resort w malezyjskim Sarawaku na Borneo. Epitet gatunkowy odnosi się do Gunung Santubong, góry na której leży miejsce typowe.

## Morfologia
Chrząszcz o owalnym w zarysie ciele długości od 3,75 do 5,2 mm i szerokości od 2,1 do 2,75 mm. Ubarwienie ma smoliście czarne, na wierzchu z niebieskawym połyskiem metalicznym, przy czym czułki, głaszczki i odnóża są rdzawe do brunatnych.
Głowa jest gęsto i równomiernie punktowana, pozbawiona modyfikacji pośrodku przedniej krawędzi nadustka. U samców oraz dużych samic na czole występuje para symetrycznych rogów, zwykle długich, sterczących ku przodowi i nieco ku górze odgiętych, ale czasem zredukowanych.
Lekko sklepione, identycznie jak głowa punktowane przedplecze ma lekko wykrojoną z prostym odcinkiem środkowym, całkowicie obrzeżoną krawędź przednią, szeroko zaokrąglone i niewystające kąty przednie, całkowicie obrzeżone krawędzie boczne i nieobrzeżoną w środkowym odcinku krawędź tylną. Wypukłe, od 1,2 do 1,3 raza dłuższe niż szerokie pokrywy mają po osiem szeregów punktów między rządkiem przytarczkowym a krawędzią boczną oraz słabo sklepione na dysku i mocniej sklepione po bokach i w tyle międzyrzędy z mikrosiateczkowaniem i gęstym punktowaniem. Odnóża mają nierozszerzone stopy.
Odwłok ma środkowe części sternitów mikrosiateczkowane oraz grubo i gęsto punktowane.

## Rozprzestrzenienie
Owad orientalny, endemiczny dla Malezji i Borneo, znany jedynie z półwyspu Santubong w Sarawaku. Spotykany na rzędnych od 10 do 200 m n.p.m.